# Robert Hirsch (haut fonctionnaire)
Pour les articles homonymes, voir Robert Hirsch et Hirsch.
Robert Henry Hirsch (né le 20 novembre 1912 à Paris 17e et mort le 8 janvier 2003 à Gif-sur-Yvette) est un haut fonctionnaire, aviateur et résistant français pendant la Seconde Guerre mondiale.

## Biographie

### Aviateur
Robert Hirsch entre en 1932 à l'École polytechnique, et choisit à sa sortie l'armée de l'air. Affecté à la première escadrille du Groupe de bombardement I/31 à Tours, alors équipé de Bloch 200, il subit une panne de moteur en vol dont l'issue fut heureuse : le 18 août 1937 il réussit à poser son avion intact en campagne.
Le 9 septembre 1939, envoyé au-dessus de l'Allemagne, en plein jour sur son vieux Bloch 200, il réussit à esquiver les attaques de deux chasseurs et de la DCA et fait un atterrissage forcé à Haudiomont dans la Meuse. Les deux autres avions de la mission furent abattus, un équipage prisonnier, un équipage tué.

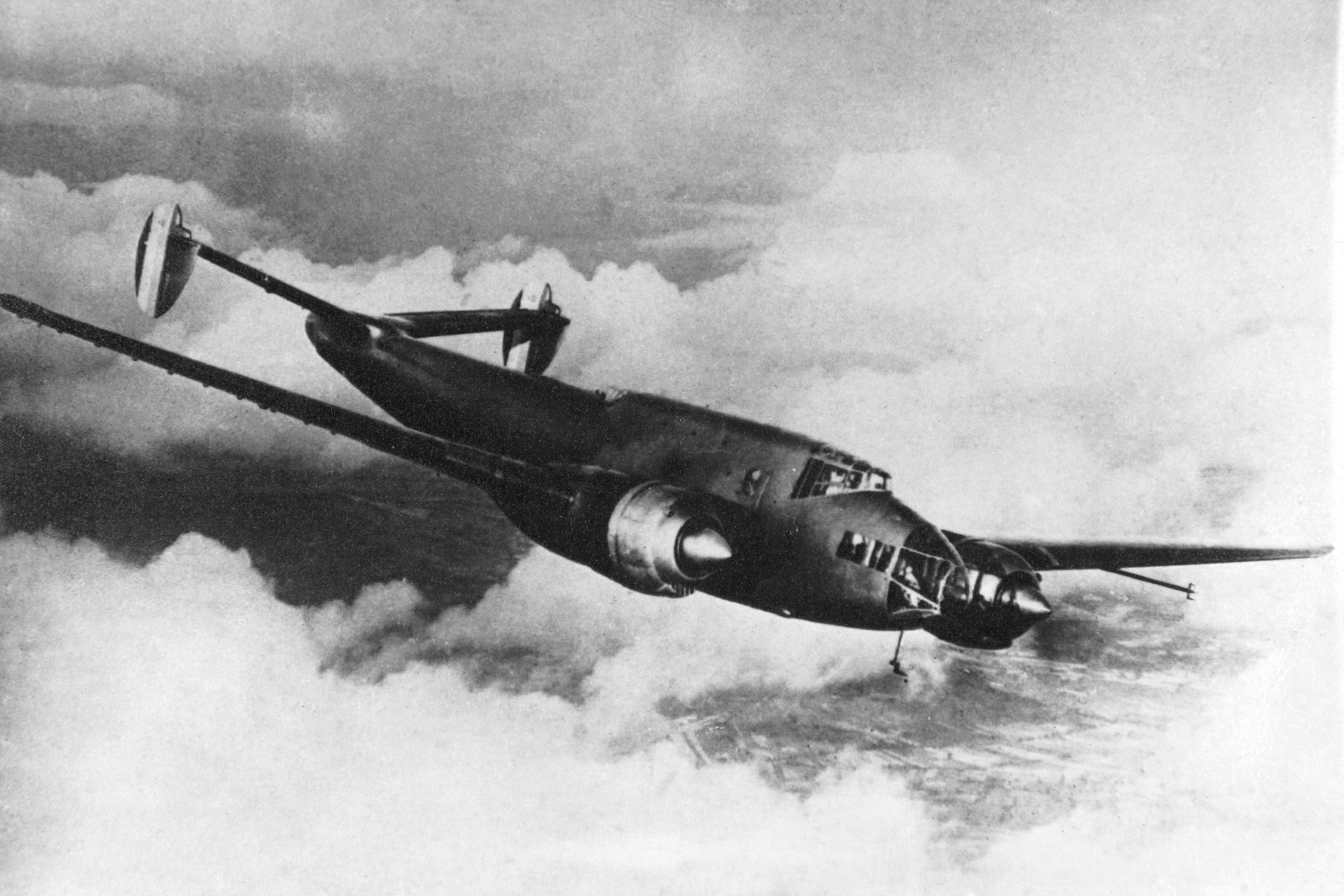
L'avion LeO 451.

Pendant la Seconde Guerre mondiale, il effectue plusieurs autres missions de reconnaissances sur l'Allemagne, cette fois sur le tout nouvel avion LeO 451. Capitaine en 1940, il commande la 1re escadrille du Groupe de bombardement I/31. Le 16 mai 1940, attaquant à très basse altitude une colonne blindée allemande sur la route de Montcornet, son LeO 451 est abattu en flammes par la défense antiaérienne ennemie, l'équipage est parachuté aux abords d'Amifontaine dans l'Aisne. Il continue le combat et participe activement à toute la campagne de France à la tête de son escadrille.

### Résistant
Robert Hirsch entre dans la Résistance le 15 octobre 1941 (commandant Jarry). Il s'installe à Pau au début 1942 et participe à la résistance sous le nom de Lassus sous les ordres du colonel Berthoumieu dit Armand. Arrêté en zone interdite le 1er avril 1943 en mission de renseignement, il réussit à s'échapper. Il participe aux combats de la Libération en tant que chef du bureau des opérations FFI du département des Basses-Pyrénées (voir dossier de la médaille de la Résistance).

### Haut fonctionnaire
Robert Hirsch est nommé préfet de la Charente-Maritime en 1947. Directeur général de la Sûreté nationale en 1951, il traite avec la CIA et la FBI pour un échange d'informations sur les activités illégales de communistes. Préfet de Seine-Inférieure en 1954 (département qui devient la Seine-Maritime en 1955), il fait étouffer en octobre 1955 la révolte des soldats de la caserne Richepanse contre leur envoi en Algérie. À Rouen, il est président du groupement local des anciens élèves de l'École polytechnique.

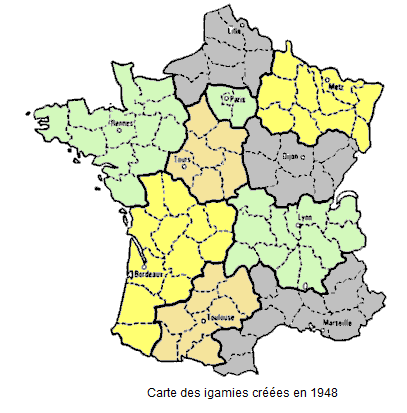
Carte des « igamies » créées en 1948 : la métropole de la région du Nord (en gris sur la carte) est Lille.

Il est ensuite préfet-inspecteur général de l'administration en mission extraordinaire (Igame) de la deuxième région militaire, préfet de la région du Nord, préfet du département du Nord, en poste à Lille pour l’ensemble de ces fonctions. Il prend en 1960 une première initiative de coopération transfrontalière entre la région du Nord et le Hainaut en Belgique

### Administrateur
Robert Hirsch est administrateur général, délégué du gouvernement auprès du Commissariat à l'énergie atomique (CEA) de 1963 à 1970. C'est la période du développement de la bombe H française et les essais nucléaires français au Sahara vers 1966 et dans la Polynésie depuis 1968.
Il devient président de Gaz de France en 1970. Le passage du Commissariat à l'énergie atomique à Gaz de France était significative pour la politique française de l'énergie à l'époque,. Il quitte Gaz de France en 1976.

## Récompenses et distinctions

### Décorations
- Grand officier de la Légion d'honneur
- Grand-croix de l'ordre national du Mérite
- Croix de guerre 1939–1945
- Médaille de la Résistance française par décret du 20 novembre 1945[11]
- Commandeur de l'ordre des Palmes académiques (1970)[12]
- Commandeur de l'ordre du Mérite agricole
- Officier de l'ordre du Mérite maritime
- Médaille de l'Aéronautique
- Commandeur avec plaque de l'ordre de l'Étoile noire (1954)[13]